# Спорометно оружје
Спорометно оружје (енгл. Single-shot), војни термин за ручно ватрено оружје које садржи само један метак (једнометно), и мора се поново напунити пре сваког гађања. Користило се све до проналаска револвера и пушака репетирки средином 19. века.

## Историјат
Сво ручно ватрено оружје типа спредњача, које се користило до средине 19. века (аркебузе, мускете, пиштољи) било је спорометно - имало је само један метак и морало се пунити након сваког пуцња . Брзина гађања спредњача била је мала - од једног метка за 1-2 минута (код мускета фитиљача) до 2-3 метка у минуту код модернијих мускета капислара које су конструисане средином 19. века. Прве пушке острагуше, које су конструисане средином 19. века, такође су биле спорометне - имале су само један метак који се убацивао отварањем и затварањам затварача. Међутим, брзина гађања знатно се повећала (на 5-9 метака у минуту) због коришћења сједињеног метка (најпре у папирној, а затим у металној чахури) и знатно бржег механизма пуњења уз помоћ затварача. 

### Мускете
- Смеђа Бес модел 1720-1840
- Спрингфилд модел 1842
- Руска пушка модел 1845

### Пушке спредњаче
- Енфилд модел 1853
- Лоренц модел 1854
- Спрингфилд модел 1861
- Белгијски штуц

### Пушке острагуше
Најпознатије спорометне острагуше биле су:
- Драјзе модел 1841[а]
- Пибоди модел 1862
- Снајдер модел 1867
- Шаспо модел 1867
- Берданка модел 1867 и 1871
- Крнка модел 1867
- Грин модел 1867
- Вердер модел 1869
- Пибоди модел 1870
- Мартини-Хенри модел 1871
- Маузер М1871
- Спрингфилд модел 1873

### Пиштољи
- Вердер модел 1869